# Гурбинцы (Черниговская область)
Гу́рбинцы (укр. Гурбинці) — село в Прилукском районе Черниговской области Украины на реке Лысогор. Население 641 человек. Занимает площадь 25,168 км².
Код КОАТУУ: 7425183001. Почтовый индекс: 17331. Телефонный код: +380 4639.

## Власть
Орган местного самоуправления — Сребнянская поселковая община. Почтовый адрес: 17300, Черниговская обл., Прилукский р-н, пгт Сребное, ул. Мира, 43а.

## История
Село входило во 2-ю Варвинскую сотню Прилуцкого полка, а с 1781 года в Глинский уезд Черниговского наместничества.
Есть на карте 1812 года.
В 1862 году в владельческом и казённом селе Горбинцы была церковь, завод и 167 дворов где жило 1409 человек (696 мужского и 713 женского пола)
В 1911 году в селе Гу́рбинцы была Троицкая церковь, 3 церковно-приходские школы и жило 1713 человек (850 мужского и 863 женского пола)